# Travis Parrott
Travis Parrott (ur. 16 sierpnia 1980 w Portland) – amerykański tenisista, zwycięzca US Open 2009 w grze mieszanej.

## Kariera tenisowa
Jako zawodowy tenisista występował w latach 2003–2012.
Łącznie wygrał 3 turnieje ATP World Tour w grze podwójnej oraz 6 razy był finalistą tych rozgrywek. Jego najlepszym rezultatem wielkoszlemowym jest ćwierćfinał US Open z roku 2004, gdzie grał wspólnie z Robbiem Koenigiem.
W sezonie 2009 wygrał mikstowy US Open, będąc w parze z Carly Gullickson. W finale pokonali 6:2, 6:4 duet Cara Black–Leander Paes.
Wśród rankingu deblistów najwyżej sklasyfikowany był na 25. miejscu (25 czerwca 2009).

### Finały w turniejach ATP World Tour
| Legenda                                      |
| -------------------------------------------- |
| Wielki Szlem                                 |
| Igrzyska olimpijskie                         |
| Tennis Masters Cup / ATP Finals              |
| ATP Masters Series / ATP Tour Masters 1000   |
| ATP International Series Gold / ATP Tour 500 |
| ATP International Series / ATP Tour 250      |

#### Gra mieszana (1–0)
| Końcowy wynik | Nr | Data             | Turniej            | Nawierzchnia | Partnerka        | Przeciwnicy             | Wynik finału |
| ------------- | -- | ---------------- | ------------------ | ------------ | ---------------- | ----------------------- | ------------ |
| Zwycięzca     | 1. | 13 września 2009 | US Open, Nowy Jork | Twarda       | Carly Gullickson | Cara Black Leander Paes | 6:2, 6:4     |

#### Gra podwójna (3–6)
| Końcowy wynik | Nr | Data                 | Turniej      | Nawierzchnia    | Partner               | Przeciwnicy                          | Wynik finału      |
| ------------- | -- | -------------------- | ------------ | --------------- | --------------------- | ------------------------------------ | ----------------- |
| Zwycięzca     | 1. | 3 sierpnia 2003      | Los Angeles  | Twarda          | Jan-Michael Gambill   | Joshua Eagle Sjeng Schalken          | 6:4, 3:6, 7:5     |
| Finalista     | 1. | 22 sierpnia 2004     | Waszyngton   | Twarda          | Dmitrij Tursunow      | Chris Haggard Robbie Koenig          | 6:7(3), 1:6       |
| Finalista     | 2. | 10 lipca 2005        | Newport      | Trawiasta       | Graydon Oliver        | Jordan Kerr Jim Thomas               | 6:7(5), 6:7(5)    |
| Zwycięzca     | 2. | 29 lipca 2007        | Indianapolis | Twarda          | Juan Martín del Potro | Tejmuraz Gabaszwili Ivo Karlović     | 3:6, 6:2, 10–6    |
| Finalista     | 3. | 20 kwietnia 2008     | Walencja     | Ceglana         | Filip Polášek         | Máximo González Juan Mónaco          | 5:7, 5:7          |
| Finalista     | 4. | 11 sierpnia 2008     | Los Angeles  | Twarda          | Dušan Vemić           | Rohan Bopanna Eric Butorac           | 6:7(5), 6:7(5)    |
| Zwycięzca     | 3. | 27 października 2008 | Petersburg   | Dywanowa (hala) | Filip Polášek         | Rohan Bopanna Maks Mirny             | 3:6, 7:6(4), 10–8 |
| Finalista     | 5. | 22 lutego 2009       | Memphis      | Twarda (hala)   | Filip Polášek         | Mardy Fish Mark Knowles              | 6:7(7), 1:6       |
| Finalista     | 6. | 20 czerwca 2009      | Eastbourne   | Trawiasta       | Filip Polášek         | Mariusz Fyrstenberg Marcin Matkowski | 4:6, 4:6          |